# Antonio Uliana
Antonio Uliana (Carpesica, 16 luglio 1931 – Vittorio Veneto, 10 agosto 2018) è stato un ciclista su strada italiano, professionista dal 1954 al 1961. In carriera vinse una tappa della Vuelta a España 1955 e una tappa del Tour de Suisse 1959.

## Palmarès

### Strada
- 1953 (Dilettante)

La Popolarissima
- 1955 (Chlorodont, una vittoria)

10ª tappa Vuelta a España (Valencia > Cuenca)
- 1956 (Chlorodont, una vittoria)

10ª tappa Giro d'Europa (Innsbruck > Ulm)
- 1959 (Molteni, una vittoria)

4ª tappa Tour de Suisse (Siebnen > Bellinzona)

## Piazzamenti

### Grandi Giri
- Vuelta a España

1955: 49º
1956: ritirato